# Ekfidonia simpliciata
Ekfidonia simpliciata är en fjärilsart som beskrevs av Sterneck 1928. Ekfidonia simpliciata ingår i släktet Ekfidonia och familjen mätare. Inga underarter finns listade i Catalogue of Life.